# Fraissinet-de-Fourques
Fraissinet-de-Fourques là một xã ở tỉnh Lozère trong vùng Occitanie, phía nam nước Pháp. Khu vực này có độ cao trung bình 740 mét trên mực nước biển.